# 金山バイパス

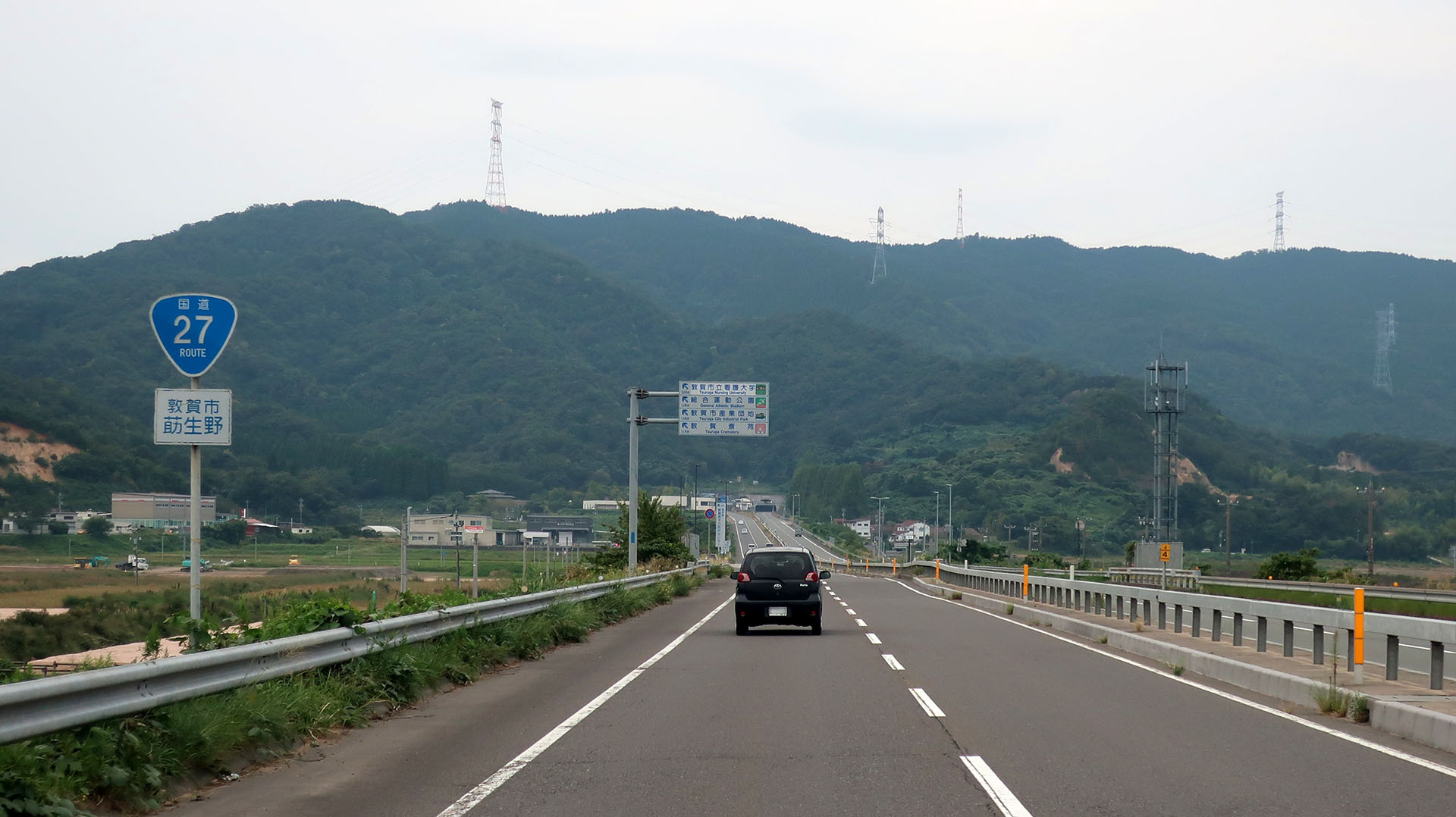
金山バイパス
福井県敦賀市莇生野

金山バイパス（かなやまバイパス）は、福井県敦賀市坂ノ下から同県三方郡美浜町佐田に至る、延長7.5 kmの国道27号（国道162号重複）のバイパス道路である。

## 概要
福井県道225号敦賀美浜線となっている国道27号旧道区間の混雑緩和、舞鶴若狭自動車道若狭美浜インターチェンジへのアクセス強化、原子力災害時の避難支援を目的として整備された。1972年度に事業化、1978年度に工事着手した。1993年度に暫定2車線で開通し、2014年6月27日に4車線化された。当バイパスの西に美浜東バイパスが直結している。
- 工区[1]
  - 1工区：起点側0.7 km
  - 2工区：中央1.4 km
  - 3工区：終点側5.4 km

- 道路規格等[2]
  - 起点：福井県敦賀市坂ノ下
  - 終点：同県三方郡美浜町佐田
  - 延長：7.5 km
  - 道路区分：第3種第1級
  - 設計速度：80 km/h
  - 幅員：25.5 m（4車線）
  - 計画交通量：22,500台/日

2013年度を基準とした事業の投資効果（検討期間50年）は、総費用898億円、総便益1,467億円であり、費用便益比は1.6と算出された。

## 目的
バイパス事業化当時の国道27号旧道（現在の福井県道敦賀美浜線）は交通量は容量を超過していた。1993年度に暫定2車線で開通した後も依然として混雑し、美浜東バイパスとの接続地点が主な渋滞箇所となっていた。
敦賀市や美浜町を訪れる観光入込客数は増加傾向にある。また、2009年における海水浴客は福井県全体の4割を占め、うち7割は県外からの来訪者である。
金山バイパスは美浜東バイパスとともに舞鶴若狭自動車道若狭美浜インターチェンジへのアクセス道路となり、敦賀港との相互アクセスが強化される。バイパス沿線には2006年3月、敦賀市産業団地が整備された。
敦賀市と美浜町は関西電力美浜発電所の半径30 km圏内に位置し、福井県原子力防災計画に基づき、原子力災害時には県内外に避難することとされた。金山バイパスは住民の円滑な避難にも寄与すると期待される。

## 沿革
- 1972年度：事業化
- 1974年7月：都市計画決定
- 1975年度：用地着手
- 1978年度：工事着手
- 1981年6月：2工区が暫定2車線で供用
- 1987年7月：1工区と2工区の一部（起点側1.2 km）が4車線化
- 1993年4月：暫定2車線で全線供用
- 2003年9月：終点に隣接する美浜東バイパスが暫定2車線で一部供用[2]
- （2004年3月までに、起点側（敦賀市坂ノ下 - 金山）4.4 kmが4車線化）
- 2014年6月27日：終点側（敦賀市金山 - 美浜町佐田）と美浜東バイパスにまたがる5.4 kmが4車線化され[3]、全線4車線完成

## 主な交差点
- 上側が起点側、下側が終点側。左側が上り側、右側が下り側。
- 交差する道路は、県道以上の道路および立体交差をするもしくは立体交差をする計画の道路。特記がないものは市町道。

| 交差する道路など                                  | 交差する道路など                                  | 交差する場所 | 交差する場所              | 交差する場所                                 | 備考 |
| ------------------------------------------------- | ------------------------------------------------- | ------------ | ------------------------- | -------------------------------------------- | --- |
| 国道8号（現道） <敦賀バイパス>                    | 国道8号（現道） 国道161号 <敦賀バイパス>          | 敦賀市       | 坂ノ下JCT                 |                                              | 国道27号起点、国道161号起点、国道162号終点 全線にわたり国道27号と国道162号の重複区間 岡山町1丁目までは国道8号（現道-旧道連絡部）・国道161号も併せた四重複区間 |
| 国道8号（旧道） 福井県道210号余座若葉線           | 国道8号（旧道） 国道161号 福井県道210号余座若葉線 | 敦賀市       |                           | 岡山町1丁目                                  | ここまで四重複区間 |
| 福井県道225号敦賀美浜線                           | 福井県道225号敦賀美浜線                           | 敦賀市       | 野神高架橋                | 西野神                                       | 県道225号はバイパス開通前の旧国道 |
| 福井県道142号松島若葉線                           | 福井県道210号余座若葉線                           | 敦賀市       |                           | 若葉                                         | |
|                                                   | 莇生野方面                                        | 敦賀市       |                           |                                              | |
| 福井県道143号松原粟野停車場線                     | 福井県道143号松原粟野停車場線                     | 敦賀市       | 金山ランプ（莇生野4号橋） |                                              | |
|                                                   |                                                   | 敦賀市       | 旗護山トンネル            | 旗護山トンネル                               | 上り1832m、下り1790m |
| 三方郡 美浜町                                     |                                                   |              | 旗護山トンネル            | 旗護山トンネル                               | 上り1832m、下り1790m |
| 福井県道225号敦賀美浜線                           | 福井県道225号敦賀美浜線                           | 佐田ランプ   |                           | 金山BP敦賀方面⇔県道225号美浜原電方面のみ接続 | |
| 美浜東バイパス 国道27号・国道162号 小浜・舞鶴方面 |                                                   |              |                           |                                              | |

## 整備

### コスト削減
終点側3.1 kmの4車線化整備に際し、トンネルにおける歩道幅員を2.0 mから1.5 mへ狭めた他、トンネルの水路に新工法である薄型円形水路を採用するなど、コスト削減を図った。

### 沈下対策
金山バイパスの通る敦賀市莇生野地区は軟弱な粘性土や砂質土が分布し、当地区の建設中のボックスカルバートに沈下が見られた。復元対象の3箇所は最大1.2 mも沈下し、道路は通行できない状態となり、水路は機能を果たせなかった。沈下したボックスカルバートは、「パーマロック・JOG工法」で復元された。同様のケースで従来採用されていた油圧ジャッキによる復元と比較して、工期と工費を削減でき、安全性も高いとされる。